# Casa Caramany (Sant Pere Pescador)
La Casa Caramany és un edifici al nucli de Sant Pere Pescador (Alt Empordà) declarat bé cultural d'interès nacional. Està situat dins del nucli urbà de la població de Sant Pere, a la part nord-est de l'antic recinte fortificat de la vila i al nord de l'església parroquial de Sant Pere. Està delimitat pels carrers Girona, del Forn i la plaça Catalunya. La Casa Caramany està situada al costat nord de l'església, al nord-est de l'antic recinte fortificat, substituint en l'emplaçament el castell medieval de Sant Pere, del que es tenen notícies des del segle xii. L'actual edifici presenta elements de diverses èpoques a causa de les contínues modificacions.
La torre de la casa es pot considerar dels segles xviii i xix. Del mateix període és l'entrada principal del pati, on s'aprecia, damunt un portal d'arc rebaixat, un gran escut en relleu dels Caramany amb data 1883.
El castell de Sant Pere Pescador fou possessió de la família Caramany, llinatge provinent del comtat de Fenollet. Fins al segle xix els propietaris del casal de Sant Pere Pescador dugueren el cognom de Caramany. Tot i això el domini del lloc l'exercien els comtes d'Empúries.

## Arquitectura
Es tracta d'un gran edifici de planta més o menys rectangular, format per quatre grans cossos adossats i dues torres, amb un petit pati davanter i una gran zona enjardinada a la part posterior. El nucli central de l'edifici s'articula al voltant del pati davanter. El cos situat al nord del pati és de planta rectangular i tres pisos d'alçada. L'element més destacable és el fet que està construït damunt les restes de l'antiga muralla, que conserven un alçat aproximat d'uns sis metres. El parament combina els carreus de pedra ben desbastats del recinte fortificat amb el pedruscall superior afegit posteriorment. La façana exterior presenta, al nivell de la primera planta, dues finestres rectangulars emmarcades amb carreus de pedra, amb l'ampit sobresortit i guardapols motllurat. La resta del parament està arrebossat, tot i que força degradat. El cos situat al costat de migdia està format per una sola crugia de planta rectangular, amb la coberta de dues vessants de teula. La façana principal presenta un portal d'arc rebaixat d'accés a l'interior i, al costat, un contrafort bastits amb maons amb el parament arrebossat.
Al pis, una finestra balconera rectangular, emmarcada amb carreus de pedra i amb guardapols motllurat. En aquesta mateixa planta s'obre una galeria oberta formada per set arcades d'arc de mig punt, una de les quals dona a la façana principal. A la façana de migdia hi ha dues finestres d'arc conopial, amb els brancals decorats i guardapols sinuós a la part superior. El cos perpendicular als dos anteriors està format per dues crugies paral·leles, amb la coberta de dues vessants de teula. La façana encarada al pati presenta dos arcs rebaixats construïts amb maons i disposats a sardinell. El pati és de planta rectangular i s'hi troba situada l'escala d'accés a la planta primera de l'habitatge. La façana principal d'accés al recinte a través del pati presenta un gran portal d'arc rebaixat emmarcat amb carreus de pedra. Al seu damunt hi ha un gran escut en relleu de la família Caramany, amb la data 1883. El relleu es troba integrat al mig d'una àmplia cornisa de pedra motllurada i decorada. La resta del parament presenta un aplacat de pedra, imitant la disposició dels maons. A l'interior, tots aquests cossos estructurals presenten estances cobertes amb voltes de canó bastides amb maons disposats planerament.
Fora del nucli central de l'edificació, destaquen les dues torres i un cos edificat més. Al costat est de la façana d'accés al pati hi ha adossada una torre de planta rectangular amb els murs atalussats, que s'estrenyen progressivament en guanyar alçada. Està distribuïda en tres plantes, amb la coberta plana tot i que degradada. Les parets són de fàbrica de maó vist i en els quatre angles cantoners hi ha uns ressalts decorats horitzontals. Les obertures són rectangulars i n'hi ha una per planta en cada parament. A l'interior hi ha una escala helicoidal per pujar als pisos superiors. Adossat a la torre hi ha un altre cos de planta rectangular, tres pisos d'alçada i coberta a dues vessants de teula. Presenta les cantonades reforçades amb contraforts i està bastit al damunt de les restes de l'antiga muralla de la vila. A la façana nord s'observa la diferència de paraments entre les dues construccions i, també destaquen, tres finestres rectangulars emmarcades amb carreus de pedra.
A la part posterior de l'edifici destaca una torre amb el basament circular, que havia format part del recinte emmurallat. La part superior és poligonal, està distribuïda en dos pisos i rematada amb una balustrada decorada, que es repeteix al petit terrat ubicat a continuació de la torre.